# تایتان‌فال: حمله
تایتان‌فال: حمله (انگلیسی: Titanfall: Assault) یک بازی ویدئویی استراتژی هم‌زمان در مجموعهٔ تایتان‌فال بود که برای پلت‌فرم‌های موبایل منتشر شد. این بازی ویدئویی را پارتیکل سیتی و رسپاون انترتینمنت از الکترونیک آرتس توسعه داده‌اند و در اوت ۲۰۱۷ توسط نکسان برای آی‌اواس و اندروید منتشر شد.
همهٔ سرورهای تایتان‌فال: حمله در تاریخ ۳۰ ژوئیه ۲۰۱۸ خاموش شدند و بازی یک روز بعد در ۳۱ ژوئیه ۲۰۱۸ از گوگل پلی حذف شد.

## برای مطالعهٔ بیشتر
- Corrigan, Hope (مه 3, 2017). "Respawn Announces Mobile RTS Game Titanfall Assault". IGN.
- Donlan, Christian (اوت 14, 2017). "Titanfall's smartphone game offers a possible insight into why the series is struggling". Eurogamer.
- Dotson, Carter (مه 9, 2017). "'Titanfall: Assault' Soft Launches in Philippines". TouchArcade. Retrieved August 15, 2017.
- Newhouse, Alex. "New Titanfall Real-Time Strategy Game Announced For Mobile Devices". GameSpot.
- Strawhun, Aiden. "Titanfall Spin-off Launches Next Week". GameSpot.
- Tylwalk, Nick (اوت 10, 2017). "Titanfall: Assault Review -- Prepare for Cardfall". Gamezebo. Retrieved August 15, 2017.